# Монте (Варезе)
Монте је насеље у Италији у округу Варезе, региону Ломбардија.
Према процени из 2011. у насељу је живело 1247 становника. Насеље се налази на надморској висини од 346 м.